# Praziquantel
O praziquantel é um anti-helmíntico antiparasitário de amplo espectro, contra numerosas  espécies de cestódeos e trematódeos, para tratar a esquistossomose (Schistosoma mansoni, S. japonicum), a cisticercose, a difilobotríase, Tênia, Hymenolepis nana e fasciolíase.

## Mecanismo de ação
O fármaco provoca uma inibição da bomba Na+, K+ dos esquistossomos, aumentando a permeabilidade da membrana do helminto a certos cátions monovalentes e divalentes, principalmente o cálcio que leva à intensificação da atividade muscular, seguida por contração e paralisia espática. Como consequência, os helmintos se separam dos tecidos do hospedeiro e são rapidamente deslocados das veias mesentéricas para o fígado, ao passo que os helmintos intestinais são expelidos. Esse efeito é garantido a níveis baixos do fármaco, quando este se apresenta em nível elevado no organismo causa lesões na camada externa (tegumento) desses helmintos e expõe algum dos antígenos do tegumento parasitário, ativando o sistema imune inato e, posteriormente, o sistema imune adaptativo. 
Praziquantel é ineficaz contra os esquistossomos em fase juvenil, e se torna relativamente ineficaz nas infecções recentes.